# At the Gates
Gli At the Gates sono un gruppo melodic death metal svedese fondato nel 1990 e scioltosi nel 1996. La band si è riunita nel 2007 per sostenere un tour mondiale, per poi ritornare in attività nel 2010.
Gli At the Gates sono considerati una delle band che gettarono le fondamenta per il classico suono death metal di Göteborg.

## Storia
La band venne formata nel 1990, dopo lo scioglimento dei Grotesque, combinando la velocità e le ritmiche martellanti del thrash metal con la violenza della scena death metal americana e svedese (Entombed, Septic Broiler eccetera), un certo nichilismo derivato dal black metal, una rabbia hardcore come stessa dichiarazione del cantante e un approccio più melodico e in un certo senso "sensibile" tipico delle band scandinave, creando un sound unico per l'underground dell'epoca. Infatti gli At The Gates sono considerati fra gli artefici del melodic death metal, e uno dei gruppi che hanno popolarizzato il genere (assieme ai Dark Tranquillity e gli In Flames, anche inventori del cosiddetto stile Gothenburg).

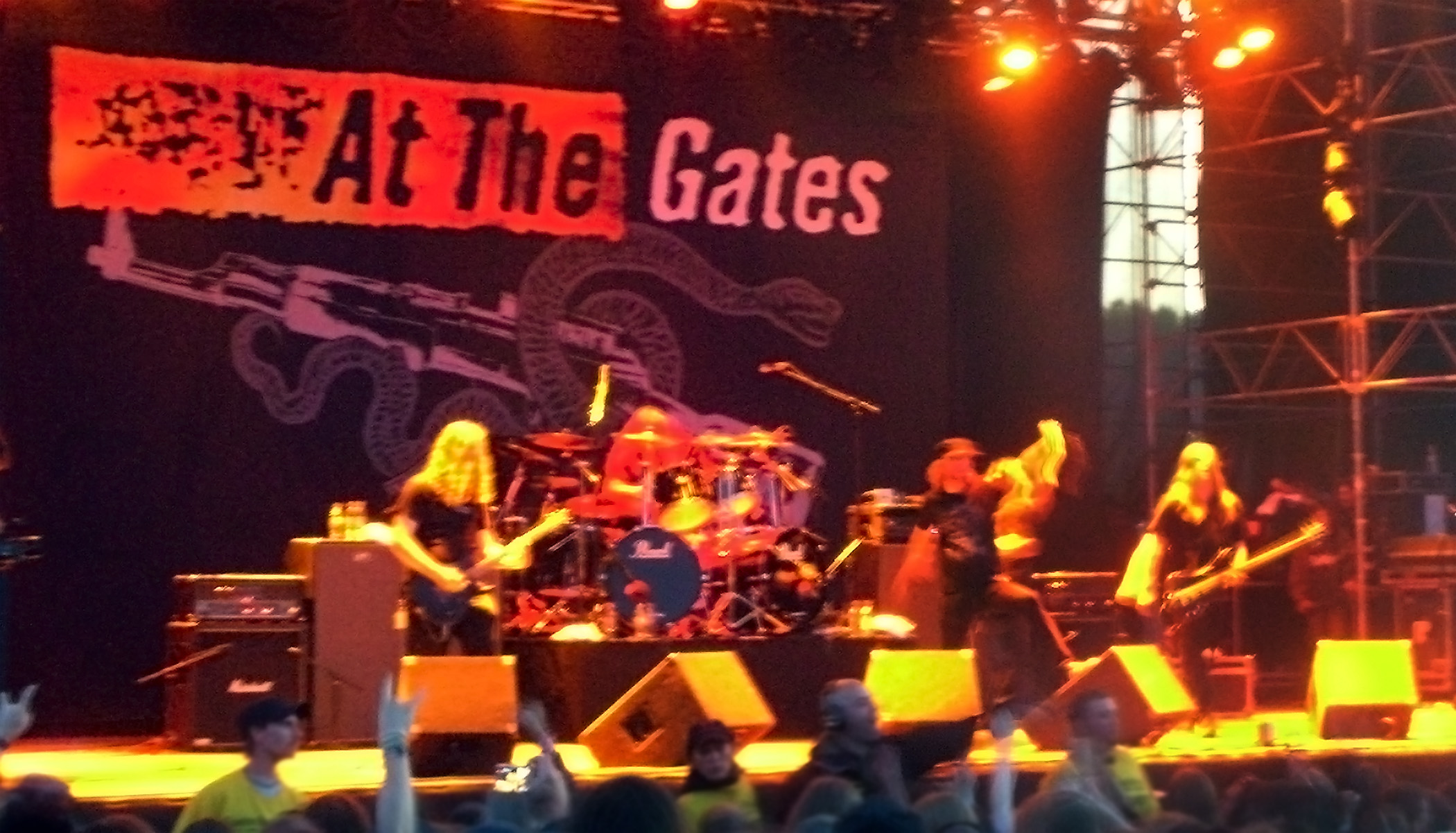
La band in concerto nel 2008

Se nel 1993, con With Fear I Kiss the Burning Darkness, la band veniva già definita dalla critica come "di grosso calibro", il loro disco più famoso, Slaughter of the Soul, venne pubblicato nel 1995.
Quando gli At The Gates si sciolsero, nel 1996, il batterista Adrian Erlandsson, il bassista Jonas Björler e il chitarrista Anders Björler formarono i The Haunted, mentre il cantante Tomas Lindberg divenne il leader di diversi gruppi, come gli Skitsystem, i Disfear, i The Crown, i Lock Up, i Nightrage e i The Great Deceiver. In seguito Adrian Erlandsson lasciò i The Haunted per divenire il batterista del gruppo black metal Cradle of Filth.
Il 18 ottobre 2007 viene annunciato che la band verrà riformata per alcuni concerti nell'estate del 2008, fra i quali il Wacken Open Air, il Ruis Rock, il Bloodstock Open Air e il nostrano Gods of Metal.

## Formazione

### Formazione attuale
- Jonas Björler – basso (1990-1992, 1992-1996, 2007-2008, 2010-presente)
- Anders Björler – chitarra (1990-1996, 2007-2008, 2010-2017, 2022-presente)
- Adrian Erlandsson – batteria (1990-1996, 2007-2008, 2010-presente)
- Tomas Lindberg – voce (1990-1996, 2007-2008, 2010-presente)
- Martin Larsson – chitarra (1993-1996, 2007-2008, 2010-presente)

### Ex componenti
- Björn Mankner – basso (1990)
- Alf Svensson – chitarra (1990-1993)
- Cliff Lundberg – basso (1992)
- Jonas Stålhammar – chitarra (2017-2022)

### Turnisti
- Jesper Jarold – violino (1991)
- Tony Andersson – basso (1992)

## Discografia
Album in studio
- 1992 - The Red in the Sky Is Ours
- 1993 - With Fear I Kiss the Burning Darkness
- 1994 - Terminal Spirit Disease
- 1995 - Slaughter of the Soul
- 2014 - At War with Reality
- 2018 - To Drink from the Night Itself
- 2021 - The Nightmare of Being

Live
- 2010 - Purgatory Unleashed - Live at Wacken 2008

Raccolte
- 2001 - Suicidal Final Art

Demo
- 1991 - Gardens of Grief
- 1992 - Promo Demo 1992
- 1995 - Promo Demo 1995

EP
- 1991 - Gardens of Grief

Singoli
- 1994 - Gardens of Grief

Split
- 1996 - Cursed to Tour (con i Napalm Death)